# Red Aleksandra Nevskega (Sovjetska zveza)
Red Aleksandra Nevskega je bilo visoko vojaško odlikovanje Sovjetske zveze, ki je bilo ustanovljeno 29. julija 1942 in je poimenovano po Aleksandru Jaroslaviču Nevskem.

## Kriteriji
Red je bil podeljen častnikom kopenske vojske in vojnega letalstva Sovjetske zveze za osebno hrabrost in odlično vodenje lastnih enot v bitkah ter njihov prispevek k zmagam z minimalnimi izgubami.

## Opis
Red je iz srebra, pozlačen in emajliran.

## Nadomestne oznake
Nadomestna oznaka je svetlo modri trak z 5 mm rdečim trakom v sredini.

## Nosilci
Med drugo svetovno vojno so podelili 42.000 redov.